# Caesalpinia exilifolia
Caesalpinia exilifolia är en ärtväxtart som beskrevs av August Heinrich Rudolf Grisebach. Caesalpinia exilifolia ingår i släktet Caesalpinia och familjen ärtväxter. Inga underarter finns listade i Catalogue of Life.